# Akademik Ivan Pavlov
Akademik Ivan Pavlov (Академик Иван Павлов) è un film del 1949 diretto da Grigorij L'vovič Rošal'.